# Вулиця Винахідників (Київ)
Ву́лиця Винахі́дників — вулиця в Дніпровському районі міста Києва, житловий масив ДВРЗ. Пролягає від Алматинської вулиці до Опришківської вулиці.
Прилучається Марганецька вулиця.

## Історія
Виникла в 1950-ті роки під назвою 804-та Нова вулиця. Сучасна назва — з 1953 року.